# Riu Pus
Pus és un riu de Maharashtra, que neix al poble de Kata just al nord de Washim (Basim) a20° 09′ N, 77° 12′ E / 20.150°N,77.200°E i després d'un curs de 104 km cap al sud-est i després nord-est, desaigua al Penganga a Sangam a 19° 51′ N, 76° 47′ E / 19.850°N,76.783°E. Rega diverses valls junt amb el Kata Purna, que neix prop del Pus, totes les quals són estretes i tancades.